# Poa lilloi
Poa lilloi är en gräsart som beskrevs av Eduard Hackel. Poa lilloi ingår i släktet gröen, och familjen gräs. Inga underarter finns listade i Catalogue of Life.